# Felix Damme
Karl Johann Felix Damme (* 24. März 1854 in Danzig; † 17. November 1928 in Berlin) war ein deutscher Jurist.

## Leben
Dammes Vater war der Kommerzienrat Wilhelm Richard Damme, der aus einer Handwerkerfamilie stammte und in Danzig als Großkaufmann lebte. Der Sohn Felix besuchte die Realschule St. Petri und das Gymnasium in Danzig, wo er 1874 Abitur machte. Ab dem Wintersemester 1874/75 studierte er Rechtswissenschaften in Leipzig, Berlin, Heidelberg und Göttingen. 1877 bestand er das Referendarexamen in Berlin und begann das Referendariat in Deutsch-Eylau, aus gesundheitlichen Gründen musste er das Referendariat unterbrechen und setzte das Referendariat erst 1880 in Königstein / Taunus fort. 1882 wurde er in Leipzig promoviert, 1884 bestand er in Wiesbaden das Assessorexamen. Bis 1888 arbeitete er an der Staatsanwaltschaft in Frankfurt am Main, bei der Stadtverwaltung Danzig sowie im preußischen Innenministerium, bevor 1888 als Staatsanwalt nach Kiel versetzt wurde. Im gleichen Jahr heiratete er Anne Pogge, aus der Ehe gingen zwei Kinder hervor.
Wegen einer Erkrankung seiner Frau ließ Damme sich 1893 wieder zurück nach Berlin versetzen, wo er 1894 als Regierungsrat und Abteilungsleiter ans Kaiserliche Patentamt kam. Hier publizierte er zahlreiche Schriften zu patentrechtlichen Themen. Ein Standardwerk, das in drei Auflagen erschien, war sein „Handbuch des Patentrechts“. 1905 wirkte er an entscheidender Stelle am Umzug des Patentamts in seinen Neubau mit.
Ab 1910 war er vorübergehend krank. Nicht zuletzt deswegen wechselte er auch 1911 an das Preußische Oberverwaltungsgericht als Mitglied des 8. Senats, der für Schul- und Kirchensachen zuständig war. Im Ersten Weltkrieg engagierte Damme sich für eine Wahlrechtsreform. Nach 1918 war er einer derjenigen Beamten, die sich ausdrücklich hinter die Weimarer Republik stellten, wobei er aber auch um Kontinuität bemüht war. 1922 trat Damme in den Ruhestand, aus Protest gegen die Herabsetzung des Ruhestandsalters für Beamte.
Im Ruhestand war er weiterhin in zahlreichen Vereinigungen aktiv und bekleidete diverse Ehrenämter.
Damme starb an den Folgen einer Operation und wurde auf dem Wilmersdorfer Waldfriedhof in Stahnsdorf beigesetzt.

## Schriften
- Die Kriminalität und ihre Zusammenhänge in der Provinz Schleswig-Holstein vom 1. Januar 1882 bis dahin 1890: eine Kulturstudie auf statistischer Grundlage. Guttentag, Berlin 1892.
- Das Reichsgesetz betreffend die Patentanwälte: vom 21. Mai 1900; für den praktischen Gebrauch systematisch dargestellt. Liebmann, Berlin 1900
- Das deutsche Patentrecht: ein Handbuch für Praxis und Studium. Liebmann, Berlin 1906.
- Der gegenwärtige Umschwung wirtschaftlicher Anschauungen in England und das britische Patentgesetz von 1907. In: Jahrbuch für Gesetzgebung, Verwaltung und Volkswirtschaft im Deutschen Reich, Bd. 33 (1909), S. 1093–1121
- Der Schutz technischer Erfindungen als Erscheinungsform moderner Volkswirtschaft. Liebmann, Berlin 1910.
- Zur Reform des preussischen Wahlrechts: Reden, auf dem Erörterungsabend der Freien Vaterländischen Vereinigung. Liebmann, Berlin 1917.
- Die Stellung des Beamten im neuen Deutschland. In: Zeitschrift des Bundes höherer Beamten, 1920, Heft 3/4.